# Luis Cabeza de Vaca
Luis Cabeza de Vaca (falecido a 22 de novembro de 1550) serviu como Bispo de Palência de 1537 a 1550, Bispo de Salamanca de 1530 a 1537 e Bispo das Ilhas Canárias de 1523 a 1530.

## Biografia
Natural de Jaén, Luis Cabeza de Vaca foi nomeado em 11 de março de 1523 pelo Papa Adriano VI como Bispo das Ilhas Canárias. O Papa Clemente VII o transferiu em 22 de junho de 1530 para a sé de Salamanca. Em 14 de abril de 1537, o Papa Paulo III o nomeou Bispo de Palência.
Enquanto bispo, foi principal consagrador do Arcebispo Jerónimo de Loayza (1538) e principal co-consagrador do Arcebispo Jorge da Áustria (1539).